# Михалиха (Конаковский район)
Михалиха — деревня в Конаковском районе Тверской области. Входит в состав Первомайского сельского поселения.

## География
Находится в юго-восточной части Тверской области на расстоянии приблизительно 16 км на север-северо-запад от города Конаково на правом берегу речки Созь.

## История
Известна была с 1686 года как пустошь, в 1710 году отмечалась как сельцо Михалево. В 1859 году здесь было учтено 11 дворов, в 1900 — 10. В 1931 году здесь был создан колхоз «Осовиахим».

## Население
Численность населения: 114 человек (1859 год), 79 (1900), 8 (русские 100 %)в 2002 году, 5 в 2010.